# Cristo portacroce (El Greco)
Cristo portacroce è un dipinto a olio su tela del pittore El Greco databile  tra il 1590 e il 1595. Fa parte della collezione del Museo nazionale d'arte della Catalogna. Nel 1958 fu acquisito dal museo come l'eredità di Jaume Espona i Brunet.

## Analisi
Il dipinto rappresenta Cristo coronato di spine con l'atteggiamento e sguardo sereno accarezza la croce con la mano. Per Cristo la croce non è un oggetto pesante, al contrario, è per questo che il suo corpo e volto la sua luce volge verso il cielo per invitarci a seguirlo.

## Storia
Di ottima fattura, questa immagine ha affascinato il pittore e critico d'arte Aureliano de Beruete, che era il proprietario prima del catalano Jaume Espona i Brunet.